# Caja de Muertos
Caja de Muertos è una piccola isola dell'arcipelago di Porto Rico situata a 8,4 km a sud di Ponce, nel mar dei Caraibi. Appartiene alla circoscrizione della Playa di Ponce e ha un'estensione di 1,54 km². L'isola risulta disabitata sebbene il turismo giornaliero rappresenti un fenomeno di grande importanza.